# De Rijdende Rechter
De Rijdende Rechter was een televisieprogramma van het programmaproductiebedrijf IDTV en werd uitgezonden door Omroep MAX (daarvoor: NCRV en KRO-NCRV). Het programma werd ontwikkeld door Erik Latour. In het televisieprogramma, dat vanaf 20 december 1995 werd uitgezonden, kunnen mensen en organisaties geschillen voorleggen aan de Rijdende Rechter die hier uitspraak over doet in de vorm van een bindend advies.

## Het programma
Bij De Rijdende Rechter wordt niet officieel recht gesproken. Beide partijen tekenen een vaststellingsovereenkomst waarin zij aangeven akkoord te gaan met het bindend advies van de rijdende rechter.  Veel van de voorgelegde geschillen zijn hoog opgelopen burenruzies die vaak betrekking hebben op geluidsoverlast, bomen die te dicht op de erfgrens staan, bomen die overlast veroorzaken door vallende bladeren en vruchten, schuttingen, schuurtjes en garages die niet precies op de erfgrens staan en blokkade/misbruik van het recht van overpad. Ook consumentenrecht komt vaak aan de orde.

## Het verloop
Het programma verloopt steeds volgens hetzelfde schema. De Rijdende Rechter brengt per auto een bezoek aan de betreffende locatie om de zaak ter plekke te bekijken. Vaak heeft hij al een deskundige (bijvoorbeeld een medewerker van het kadaster) uitgenodigd die metingen uitvoert en de situatie beoordeelt. Daarna volgt een hoorzitting in een nabijgelegen wijkcentrum of buurthuis. De partijen hebben familieleden of buurtgenoten meegebracht die hun eigen mening over de zaak geven. De gemoederen kunnen soms hoog oplopen. De hoorzitting wordt door de rechter in het programma vrij abrupt beëindigd, waarbij hij belooft op korte termijn uitspraak te zullen doen. Ten slotte wordt in de studio advies gegeven. Hij is verder niet voor commentaar bereikbaar.
Aanvankelijk werden de delen van het programma gescheiden door interviews tussen de presentatrice en de partijen. Gedurende enkele seizoenen bestond het onderdeel De Tribune, waarin een vaste groep uit het publiek zich ook uitsprak over de kwestie. Ook kan het publiek stemmen over de vraag wie men steunt: de eiser of de gedaagde.

## Presentatie
De Rijdende Rechter werd tot en met 1996 gepresenteerd door Patrick van Mil. Daarna werd het tot en met 2007 gepresenteerd door Mieke van der Weij. Vanaf juli 2007 tot eind 2023 was Jetske van den Elsen de presentatrice. Vanaf 2024 doet Mascha de Rooij de presentatie.
Tot en met 2015 bekleedde mr. Frank Visser de functie van rijdende rechter. Visser sloot zijn uitspraken af met de zin: "Dit is mijn uitspraak en daar zult u het mee moeten doen." In augustus 2015 werd bekend dat Visser de overstap naar SBS6 zou maken met de nieuwe programma's Mr. Frank Visser doet uitspraak en Mr. Frank Visser rijdt visite. In een uitzending op 17 november 2015 gaf hij voor het laatst een uitspraak bij de publieke omroep. In de uitzending van 12 juli 1996 werd een uitspraak van een zaak waargenomen door een oud-rechter, mr. J. Saelman, omdat Frank Visser met vakantie was.
Sinds begin 2016 wordt de functie van rijdende rechter bekleed door mr. John Reid. Reid was in het verleden onder meer bestuursrechter en rechter in de handelskamer. Hij is kantonrechter te Alkmaar. Hij gaf zijn eerste beslissing in het televisieprogramma op 23 februari 2016. Reid sluit zijn advies af met de vaste formule: "Dit is mijn uitspraak, en zo zit het".
Vanaf de uitzending van 8 augustus 2019 eindigt Reid zijn uitspraak met de tekst: "Dit is mijn uitspraak en daarmee is de zaak gesloten."

## Productie
Het programma werd oorspronkelijk ontwikkeld door Erik Latour. Het wordt geproduceerd door IDTV voor KRO-NCRV en sinds 2024 voor Omroep MAX.
Op 16 mei 2025 maakte Omroep Max bekend dat er als gevolg van bezuinigingen bij de publieke omroep na 2025 geen nieuwe afleveringen van De Rijdende Rechter meer gemaakt zullen worden. De laatste aflevering werd op 10 juni 2025 uitgezonden.